# استپان صافاریان
استپان روبنی صافاریان (ارمنی: Ստեփան Ռուբենի Սաֆարյան؛ انگلیسی: Stepan Safaryan؛ زادهٔ ۱۲ دسامبر ۱۹۲۲ - درگذشته ۱۹۸۷) یک سیاستمدار اهل ارمنستان بود که از تاریخ ۲۰ ژوئن ۱۹۶۹ تا تاریخ ۲۰ ژوئن ۱۹۷۵ سمت وزیر دارایی ارمنستان شوروی را برعهده داشت.

## زندگی‌نامه
وی در ۱۲ دسامبر ۱۹۲۲ در ایروان به دنیا آمد و از انستیتو تجاری اتحادیه کل اتحاد شوروی (۱۹۴۹) فارغ‌التحصیل گشت. همچنین برندهٔ جوایزی همچون نشان پرچم سرخ کار، نشان دوستی خلق و نشان برجسته افتخار شده است وی در ۱۹۸۷ در سن ۶۵ سالگی درگذشت.

## یادداشت
1. ↑  խորհրդային աոևտրի համամիութենական ինստիտուտը